# Jerónimo Podestá
Jerónimo José Podestá (Ramos Mejía, 8 de agosto de 1920 - Buenos Aires, 23 de junho de 2000) foi um bispo católico argentino, que abandonou o sacerdócio na década de 60 para se casar com Cleria Luro, que era separada e com 6 filhos. Seu caso tornou-se um escândalo para a Igreja argentina.
Amigo de Dom Helder Câmara, tornou-se presidente da Federação Latino-americana de Sacerdotes Casados.
Sua viúva afirma que foi defendida pelo então cardeal Jorge Mario Bergoglio de ataques do Vaticano por haver se amasiado com o bispo Podestá.

## Biografia
Podestá entrou no Seminário de La Plata em 1940 e foi ordenado em 1946. Depois, estudou direito canônico na Espanha e na Itália até 1950. Ao retornar, lecionou no seminário até 1962, quando foi nomeado bispo, na mesma geração de outros jovens brilhantes alçados ao episcopado, como Antonio Quarracino e Eduardo Pironio. Segundo ele:
"Parece que não, mas a Igreja presta atenção a essas coisas e eu vim de uma família rica. Monsenhor Antonio Plaza queria nomear seus próprios bispos, mas logo percebeu que havia cometido um erro comigo. Na verdade, fui nomeado bispo pelo Papa João XXIII."
Podestá recebeu a ordenação episcopal em 22 de dezembro de 1962, por Dom Antonio José Plaza, Arcebispo de La Plata, na Catedral de La Plata; os principais co-consagradores foram Raúl Francisco Primatesta, então Bispo de San Rafael, e Ernesto Segura, Bispo Auxiliar de Buenos Aires.
Monsenhor Podestá participou de três sessões do Concílio Vaticano II. Em seguida, alinhou-se a opção preferencial pelos pobres. Sob seu governo, padres operários e outros que mais tarde se juntariam ao Movimento de Sacerdotes para o Terceiro Mundo começaram a chegar à diocese de Avellaneda. Ele se tornou popular.
Em 1966, o bispo conheceu Clélia Luro, que tentava encontrar um lugar em sua diocese para um padre em crise devido ao alcoolismo. Ela foi casada por dez anos com o sobrinho de um poderoso proprietário de terras e teve seis filhas. No final daquele ano, um encontro de bispos sul-americanos estava sendo preparado em Mar del Plata. Plaza pediu que Podestá formasse uma frente contra o brasileiro Helder Câmara. A ditadura se opôs à visita do bispo, mas os demais brasileiros ameaçaram não comparecer caso Câmara não fosse autorizado a viajar. Nesse encontro, Clélia apresentou os dois bispos; depois, ela se juntou à diocese como secretária. Segundo ele,
"Até deixar a diocese, eu não tinha relacionamentos íntimos. Foi uma grande amizade e uma influência profunda, reconheço que realmente nos amávamos...
Em 1967, Podestá realizou um grande evento no Luna Park para falar sobre a encíclica Populorum Progressio, que contou com a presença dos banidos. O general Juan Carlos Onganía o definiu como o principal inimigo da Revolução Argentina e pediu à hierarquia eclesiástica que o silenciasse. Monsenhores Plaza, Adolfo Servando Tortolo e o núncio Umberto Mozzoni pressionaram até obter sua renúncia. Em 2 de dezembro de 1967, Paulo VI aceitou sua renúncia e o nomeou Bispo Titular de Horrea Aninici. Em algum momento de 1972, Podestá renunciou ao episcopado.

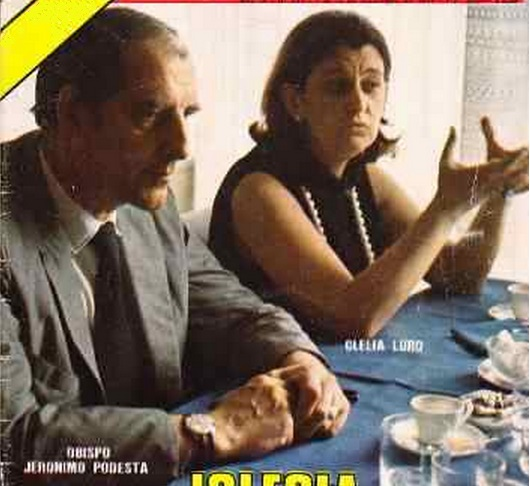
Jerónimo Podestá e Clelia Luro na capa da revista Panorama, 1969.

Em 1974, Podestá, após ser ameaçado pela Triple A, teve que deixar o país, junto com Clélia e as seis filhas dela. Em 1978, ele retornou ao país, mas apenas por alguns meses, já que não era uma pessoa bem-vinda pelas autoridades militares. Viveram o exílio entre Paris, Roma, México e Peru. Finalmente, ele pôde se estabelecer definitivamente no país em 1983, com o retorno da democracia. Ele continuou a apoiar o movimento pelos direitos humanos, mas concentrou seus esforços na luta contra o celibato obrigatório para padres. Junto com Clélia, foi presidente, até sua morte, da Federação Latino-Americana de Padres Casados e suas Esposas. Apesar da suspensão ad divinis, ele continuou reivindicando seu status sacerdotal: 
"Sem a menor dúvida, tenho a formação muito tradicional da Igreja, que diz: você é padre para sempre. O mais importante é essa escolha interior: eu quero ser padre! E por quê? Porque eu quero ensinar o bem, o ensinamento de Jesus Cristo. [...] Celebro a missa no pátio da minha casa."
Podestá faleceu aos 79 anos, devido a um ataque cardíaco, e foi sepultado em Buenos Aires. O arcebispo Jorge Mario Bergoglio foi o único do episcopado argentino a visitá-lo pouco antes de sua morte e administrou os últimos ritos a Podestà. A amizade entre a viúva e o futuro papa permaneceu até depois de sua eleição. Clélia Luro faleceu em novembro de 2013, no hospital em Buenos Aires.
Em 2013, poucos meses antes de morrer, Clélia solicitou à Presidenta Cristina Fernández de Kirchner, a desapropriação da casa onde ela e Jerónimo viviam em Buenos Aires desde que retornaram do exílio, no bairro Caballito. Era uma casa histórica construída em 1864, um dos primeiros edifícios do bairro, que o casal comprou quando estava em péssimas condições. No ano seguinte, após a morte de Clélia, o Congresso Nacional desapropriou a casa. Clélia expressou seu desejo de que a casa fosse um centro inter-religioso e aberto.